# Что сказал покойник (книга)

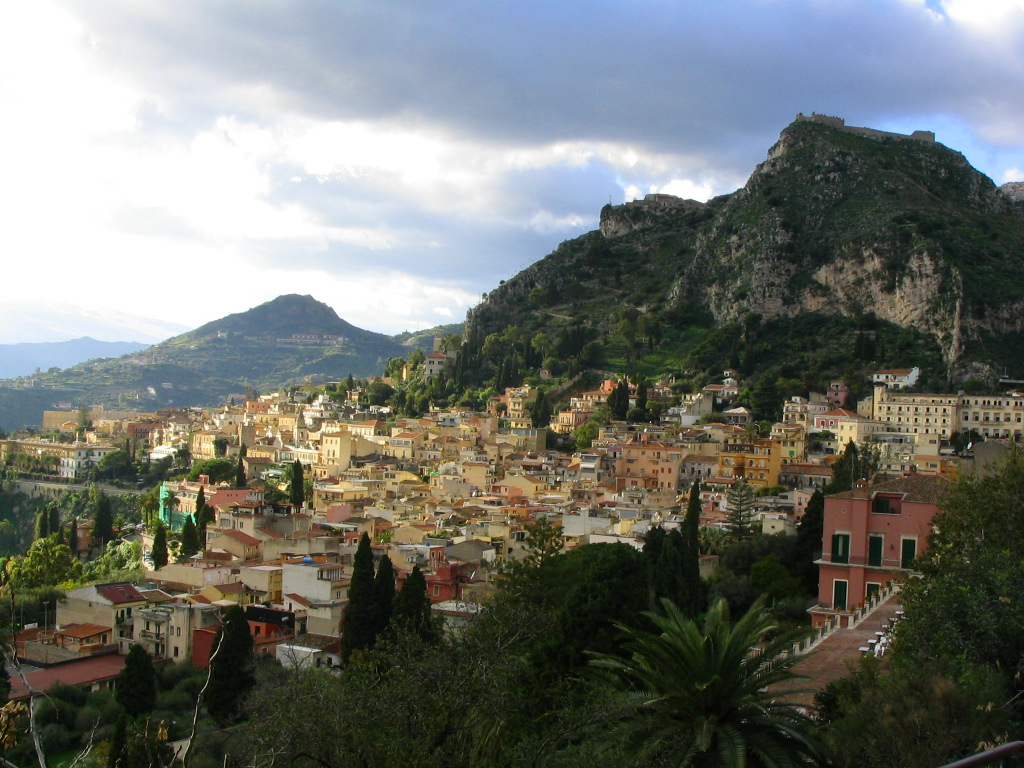
Таормина — убежище Иоанны от шайки.

«Что сказа́л поко́йник» (пол. Całe zdanie nieboszczyka) — иронический детектив, выпущенный в 1972 году Иоанной Хмелевской. Четвёртая и одна из наиболее успешных книг польской писательницы.

## Сюжет
Действие книги происходит во Франции, Бразилии, на Сицилии, в Дании, ГДР и Польше.
Главная героиня (Иоанна) на первый взгляд — простой польский архитектор, которая решила подзаработать по контракту в Дании, где к тому же живёт после замужества её лучшая подруга Алиция. Однако близкие знают — Иоанна словно магнитом притягивает к себе запутанные приключения. Вот и сейчас она становится свидетелем перестрелки в нелегальном копенгагенском казино, где решила пощекотать нервы рулеткой после того, как ей крупно повезло на бегах, и она выиграла кучу денег. Смертельно раненый в перестрелке человек доверяет Иоанне таинственный шифр: «Всё сложено сто сорок восемь от семи, тысяча двести два от „Б“, как Бернард, вход закрыт взрывом, два с половиной метра от центра. Связь — торговец рыбой Диего па дри…»
После этого Иоанну похищают мафиози, желающие во что бы то ни стало разузнать, что за слова сказал ей умерший. Опасность ей грозит нешуточная. Но она крепкий орешек и так просто сдаваться не намерена.

## Экранизации
В 1999 году режиссёр Игорь Масленников снял десятисерийный фильм по книге Хмелевской. На главную роль — роль Иоанны была утверждена одобренная лично автором книги польская актриса Марта Клубович. Также в фильме снялись такие известные актёры, как Олег Басилашвили (в роли Шефа), Евгений Воскресенский (в роли бандита Хромого), Александр Домогаров (в роли Головореза), Олег Табаков (в роли комиссара Йенсена) и Алексей Булдаков (в роли бандита Патлатого). Фильм несколько отходит от концепции «иронического детектива» — он заявлен как приключенческая комедия, к тому же отличается некоторой гротескностью.
В Польше по книге «Что сказал покойник» был поставлен радиоспектакль.